# Lernaeenicus hemirhamphi
Lernaeenicus hemirhamphi is een eenoogkreeftjessoort uit de familie van de Pennellidae. De wetenschappelijke naam van de soort is voor het eerst geldig gepubliceerd in 1932 door Kirtisinghe.